# Saint-Jean-de-Losne
Saint-Jean-de-Losne je naselje in občina v francoskem departmaju Côte-d'Or regije Burgundije. Leta 2007 je naselje imelo 1.204 prebivalce.

## Geografija
Kraj leži v pokrajini Burgundiji ob reki Saoni in Burgundskem kanalu, ki jo povezuje z reko Yonne, 33 km jugovzhodno od središča Dijona. Severno od kraja se v Saono izliva reka Ouche.

## Uprava
Saint-Jean-de-Losne je sedež istoimenskega kantona, v katerega so poleg njegove vključene še občine Aubigny-en-Plaine, Brazey-en-Plaine, Charrey-sur-Saône, Échenon, Esbarres, Franxault, Laperrière-sur-Saône, Losne, Magny-lès-Aubigny, Montagny-lès-Seurre, Montot, Saint-Seine-en-Bâche, Saint-Symphorien-sur-Saône, Saint-Usage, Samerey in Trouhans z 10.393 prebivalci.
Kanton Saint-Jean-de-Losne je sestavni del okrožja Beaune.

## Zanimivosti
- gotsko renesančna cerkev sv. Janeza Krstnika iz 15. in 16. stoletja,
- Maison des Mariniers, ena najstarejših stavb v kraju, zgrajena v 15. stoletju, danes gosti stalno razstavo osredotočeno na zgodovino plovbe,
- mestna hiša Hôtel de ville - nekdanji dvorec, zgrajen v začetku 17. stoletja.

## Osebnosti
- Edmond Martène, francoski benediktinec in zgodovinar (1654-1739);